# Abd al-Halím Háfiz
Abd al-Halím Háfiz (arabsky عبد الحليم حافظ, běžně používané anglické přepisy Abd el-Halim Hafez nebo Abdel Halim Hafez, * 21. června 1929 – 30. března 1977 Šarkíja, Egypt) byl arabský–egyptský hudebník, zpěvák a herec. Patří k nejvýraznějším osobnost egyptské populární hudby druhé poloviny dvacátého století. Byl popularizátorem arabské romantické písničky.
Začátkem padesátých let Abd al-Halím Háfiz působil jako zpěvák v Káhiře. Známým se stal od roku 1953, když zaskakoval za Karema Mahmúda v rozhlasovém hudebním představení. Jeho umělecký výkon upoutal pozornost hudebního producenta Háfize Abd al-Wahába, který mu nabídl trvalý pracovní poměr pro egyptské národní rádio. Jako vděk Wahábovi začal používat ve svém jméně Hafez.
Jeho dvorním hudebním skladatelem byl Mohammed Abd al-Waháb, se kterým složil několik desítek milostných písní. Nejznámějšími písněmi jsou Ahwak (miluji tě), Nebtedi Minen el Hekaya (kde máme příběh začít), Fatet Ganbina (prošla kolem nás). Spolupracoval i s arabským básníkem Mohamedem Hamzou, se kterým složil písně Zay el Hawa (že by láska), Sawah (tulák), Hawel Teftekerni (vzpomeň si na mě) a další. Své skladby zpíval živě s hudebním orchestrem za zády (crooning).
Abd al-Halím Háfiz zemřel v roce 1977 a jeho pohřbu se zúčastnilo několik milionů lidí ze všech arabských zemí. Jeho hudba ovlivnila mnoho dalších nejen arabských hudebníků.